# Nationalpark Réunion
Der Nationalpark Réunion (französisch Parc national de la Réunion) auf der Insel Réunion im Indischen Ozean ist seit 2007 der neunte Nationalpark Frankreichs.
Der Park, dessen Kerngebiet gut 40 Prozent der Insel einnimmt, wurde zum Schutz der endemischen Tier- und Pflanzenarten der Insel Réunion gegründet. Auf Réunion gibt es flächenbereinigt dreimal so viele endemische Arten wie auf Hawaii und fünfmal so viele endemische Arten wie auf den Galapagos-Inseln.
Im Jahr 2010 wurde der Nationalpark Réunion unter dem Titel Pitons, cirques et remparts de l’île de La Réunion (dt. „Gipfel, Talkessel und Steilhänge der Insel Réunion“) in das UNESCO-Welterbe aufgenommen.
Der Nationalpark umfasst sowohl den erloschenen Vulkan Piton des Neiges und die drei von ihm geschaffenen Talkessel Cirque de Cilaos, Cirque de Mafate und Cirque de Salazie, als auch den aktiven Vulkan Piton de la Fournaise auf der Südseite der Insel.

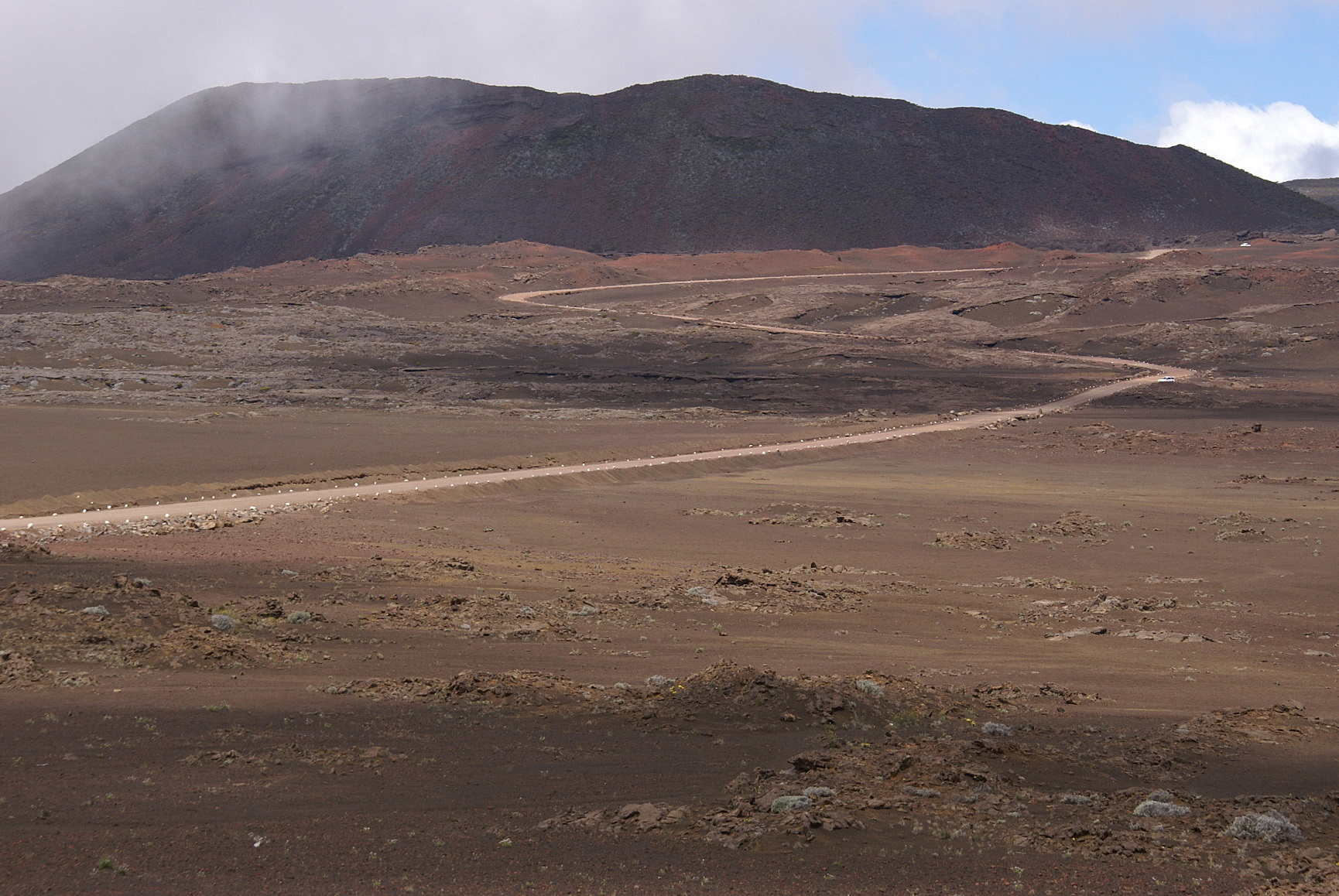
Die Plaine des Sables (Sandebene) beim Piton de la Fournaise
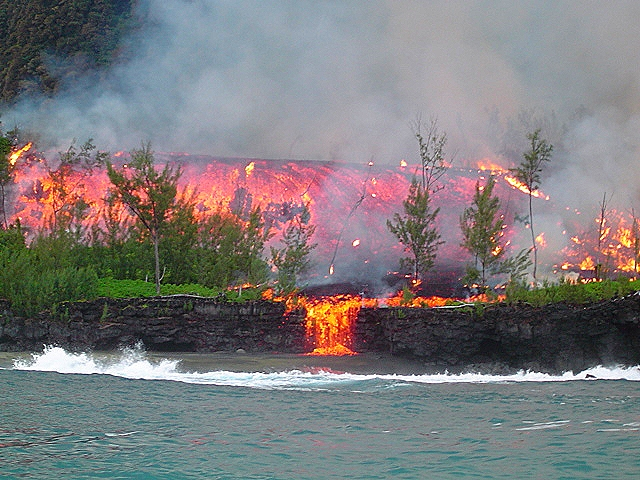
Ausbruch des Vulkans Piton de la Fournaise
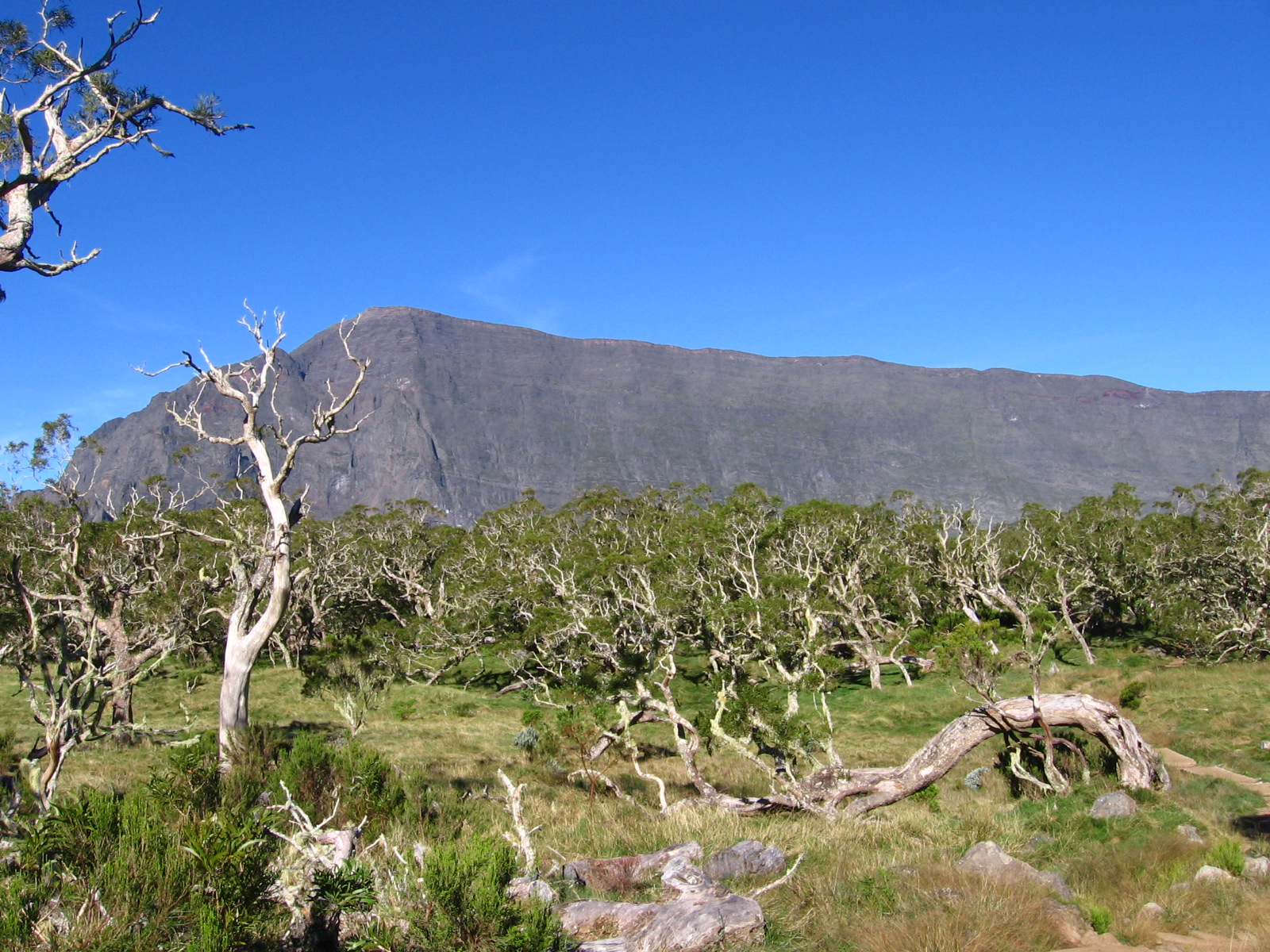
Bergtamarinden
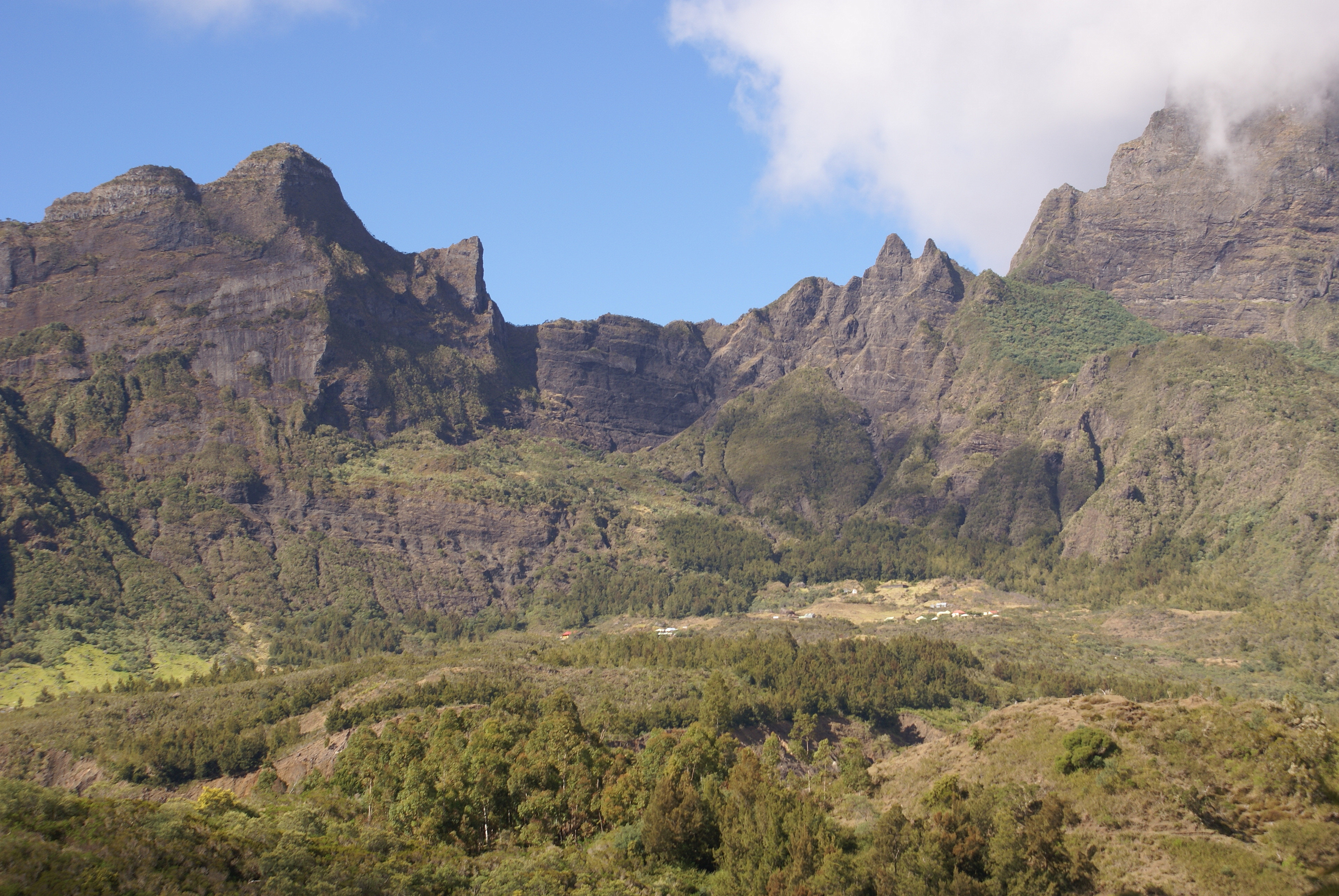
Der Talkessel von Cirque de Mafate